# Roads to Judah
Roads to Judah là album phòng thu đầu tay của ban nhạc người Mỹ Deafheaven. Album được phát hành thông qua hãng đĩa Deathwish Inc. vào 26 tháng 4 năm 2011. Roads to Judah chỉ được thu âm trong bốn ngày trong khoảng thời gian từ tháng 10 năm 2010 tới tháng 1 năm 2011.

## Tiếp nhận
Roads to Judah nhận được đánh giá tích cực từ các nhà phê bình. Shane Mehling của Decibel cho album 8/10, và ca ngợi album vì dám vược qua ranh giới của black metal. Mehling viết, "Ban nhạc này viết nên các bản black metal dài, tuyệt đẹp, ngoài kiểu giọng rít của hát chính, không có một tí xấu xa của ác tâm nào đáng chú ý, và Deafheaven, "làm được nhiều cho thể loại [black metal] hơn lứa mới nhất thuộc nhóm các kẻ tôn thờ Darkthrone mang bao tay sắt."

### Vinh danh
| Công bố          | Quốc gia | Danh sách                     | Vị trí |
| ---------------- | -------- | ----------------------------- | ------ |
| The A.V. Club[4] | Mỹ       | Loud's Top 15 of 2011         | 12     |
| Decibel[5]       | Mỹ       | Top 40 Extreme Albums of 2011 | 36     |
| MSN[6]           | Mỹ       | The Top 50 Albums of 2011     | 17     |
| NPR[7]           | Mỹ       | The Best Metal Albums of 2011 | 6      |
| Pitchfork[8]     | Mỹ       | Top 40 Metal Albums of 2011   | 22     |

## Danh sách bài hát
Tất cả bài hát được sáng tác và soạn bởi Deafheaven.
1. "Violet" – 12:19
2. "Language Games" – 6:46
3. "Unrequited" – 9:31
4. "Tunnel of Trees" – 9:45

## Thành phần tham gia
Deafheaven
- Nick Bassett – guitar
- George Clarke – hát
- Trevor Deschryver – trống
- Kerry McCoy – guitars
- Derek Prine – bass guitar

Sản xuất
- Jack Shirley – sản xuất, engineering, phối khí, master
- Deafheaven – sản xuất

Bìa đĩa
- R. Sawyer – cover art, insert art
- N. Steinhardt – package design